# Carga térmica (estructuras)
Una carga térmica o solicitación térmica es una fuerza, solicitación o acción indirecta que aparece en una estructura resistente como resultado de una dilatación. Es decir, al aplicar calor a un elemento resistente este experimenta cambios de temperatura y se deforma como consecuencia de ellos, esa deformación altera la distribución de tensiones en el cuerpo. El resultado de la nueva distribución de tensiones son cargas y esfuerzos no ejercidos directamente por ningún agente exterior pero que tienen un efecto que puede afectar a la resistencia estructural.
- Datos: Q5749172